# Ратьзя (аэропорт)
Аэропорт Ратьзя́ (вьет. Sân bay Rạch Giá, ИАТА: VKG, ИКАО: VVRG) — вьетнамский коммерческий аэропорт, расположенный в 10 км от города Ратьзя (провинция Кьензянг).